# Oosteind
Oosteind est un village situé dans la commune néerlandaise d'Oosterhout, dans la province du Brabant-Septentrional. Le 1er janvier 2004, le village comptait 1 340 habitants.